# Douăsprezece scaune (film din 1962)
Douăsprezece scaune (în spaniolă Las doce sillas) este un film de comedie cubanez din 1962 regizat de Tomás Gutiérrez Alea⁠(d). Intriga sa este inspirată din romanul cu același nume al lui Ilf și Petrov din 1928. A concurat la ediția a III-a a Festivalului Internațional de Film de la Moscova.

## Distribuție
- Enrique Santiesteban — Hipólito Garrigó
- Reynaldo Miravalles⁠(d) — Oscar (menționat Reinaldo Miravalles)
- René Sánchez — preotul
- Pilín Vallejo — Gertrudis
- Idalberto Delgado — Ernesto
- Ana Viña (menționată Ana Viñas)
- Manuel Pereiro
- Pedro Martín Planas
- Raul Xiqués
- Gilda Hernández
- Silvia Planas